# Kornoberfläche
Die Kornoberfläche oder spezifische Oberfläche (= Oberfläche je Gewichtseinheit) nimmt in Korngemengen mit abnehmendem mittlerem Korndurchmesser sehr stark zu. In der Bodenkunde und Sedimentologie spielt die  Korngrößenverteilung eine wichtige Rolle, weil viele Eigenschaften der Böden (genauer der Bodenart) und der Sedimente von dieser Zusammensetzung abhängen; dabei ist die Kornoberfläche ein Maß für die zu erwartende Wasserbindung oder den Ionen-Austausch.
Weil die Spannen der Korndurchmesser sehr groß sind, werden sie in Intervallen von Zehnerpotenzen mit den Faktoren 2 und 6,3 gemessen, wobei 6,3 den Bereich zwischen 2 und 20 auf der logarithmischen Skala in gleich lange Abschnitte teilt.
Die Tabelle gibt für die in der Bodenkunde und Sedimentologie üblichen Grenzen der Spannen der Korndurchmesser die Oberfläche und das Volumen der kugelförmigen Einzelkörner sowie die Anzahl dieser Einzelkörnern, die ein Gesamtvolumen von 1 cm³ haben. Unter der Annahme einer einheitlichen Dichte von 2,6 g / cm³ wird die Kornanzahl je Gramm und die spezifische Oberfläche in m²/g aufgelistet.
| Durchmesser mm                                         | Oberfläche mm²               | Volumen mm³                               | Anzahl je cm³ 1 / cm³                                             | Anzahl je g 1 / g                | Oberfläche je g m² / g                                                       |
| ------------------------------------------------------ | ---------------------------- | ----------------------------------------- | ----------------------------------------------------------------- | -------------------------------- | ---------------------------------------------------------------------------- |
| 2,0000                                                 | 12,566371                    | 4,1887902048                              | 239                                                               | 92                               | 0,00116                                                                      |
| 0,6300                                                 | 1,246898                     | 0,1309243030                              | 7638                                                              | 2938                             | 0,00366                                                                      |
| 0,2000                                                 | 0,125664                     | 0,0041887902                              | 238732                                                            | 91820                            | 0,01154                                                                      |
| 0,0630                                                 | 0,012469                     | 0,0001309243                              | 7638001                                                           | 2937693                          | 0,03663                                                                      |
| 0,0200                                                 | 0,001257                     | 0,0000041888                              | 238732415                                                         | 91820160                         | 0,11542                                                                      |
| 0,0063                                                 | 0,000125                     | 0,0000001309                              | 7638001324                                                        | 2937692817                       | 0,36721                                                                      |
| 0,0020                                                 | 0,000013                     | 0,0000000042                              | 238732414638                                                      | 91820159476                      | 1,19366                                                                      |
| {\displaystyle d=2r} {\displaystyle r={\text{Radius}}} | {\displaystyle O=4\pi r^{2}} | {\displaystyle V={\frac {4}{3}}\pi r^{3}} | {\displaystyle N={\frac {(10\,{\text{mm}})^{3}}{V[{\text{mm}}]}}} | {\displaystyle {\frac {N}{2,6}}} | {\displaystyle {\frac {O[{\text{mm}}^{2}]}{1000^{2}}}\cdot {\frac {N}{2,6}}} |